# Granozzo con Monticello
Granozzo con Monticello es una localidad y comune italiana de la provincia de Novara, región de Piamonte, con 1.407 habitantes.

## Evolución demográfica
| Gráfica de evolución demográfica de Granozzo con Monticello entre 1861 y 2001 |
|                                                                               |
| Fuente ISTAT - elaboración gráfica de Wikipedia                               |